# Dolina Roztoki
Das eiszeitlich durch Gletscher geformte Trogtal Dolina Roztoki ist ein Seitental des Tals Dolina Białki in der polnischen Hohen Tatra in der Woiwodschaft Kleinpolen. Es liegt unterhalb der Hängetäler Dolina Pięciu Stawów Polskich, Świstówka Roztocka und Dolina Buczynowa.

## Geographie

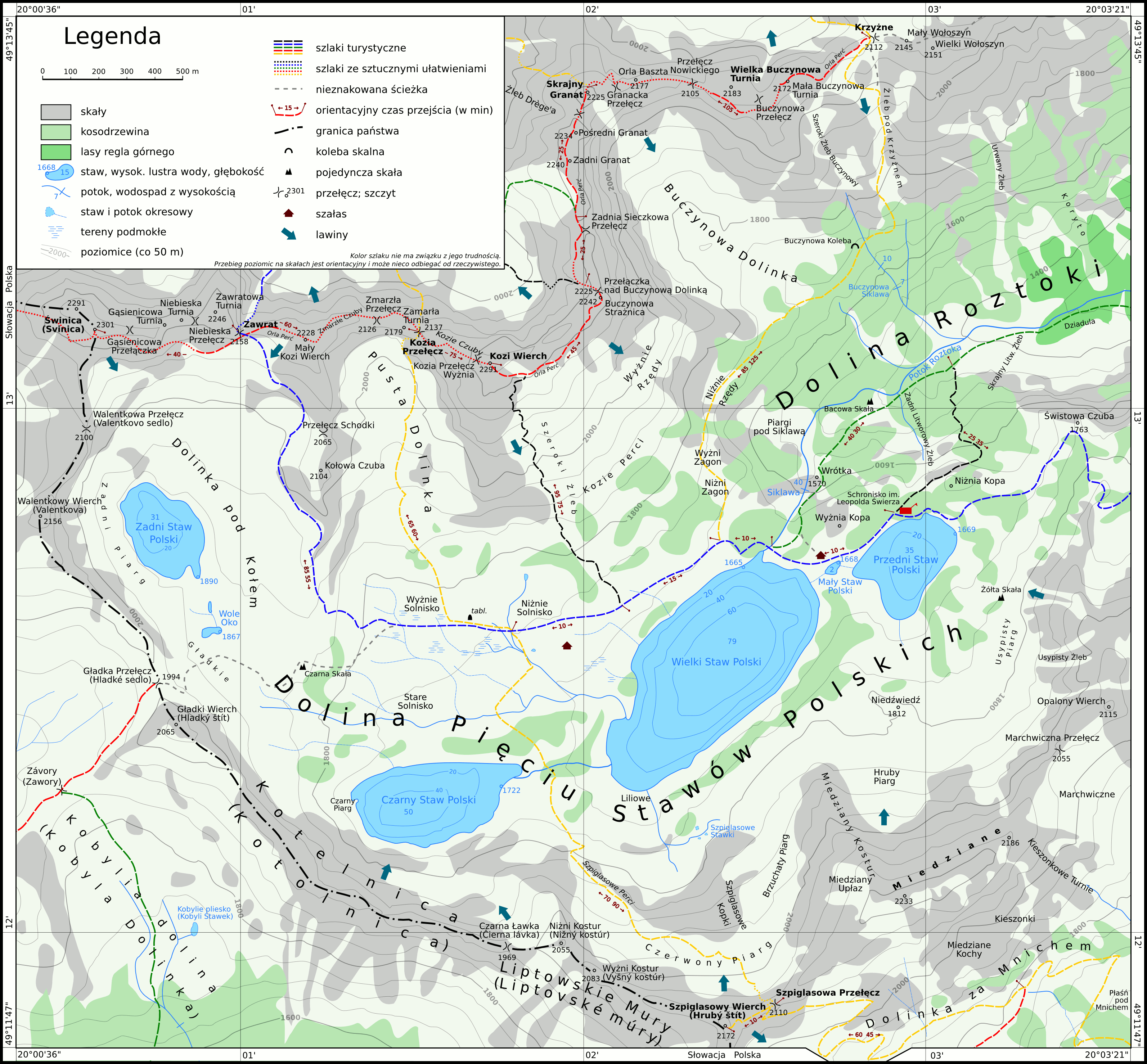
Der westliche Teil der Dolina Roztoki befindet sich im Nordosten der abgebildeten Karte. Südwestlich von diesem schließt sich das Tal Dolina Pięciu Stawów Polskich an. Im Nordwesten ist das Hängetal Dolina Buczynowa zu sehen.

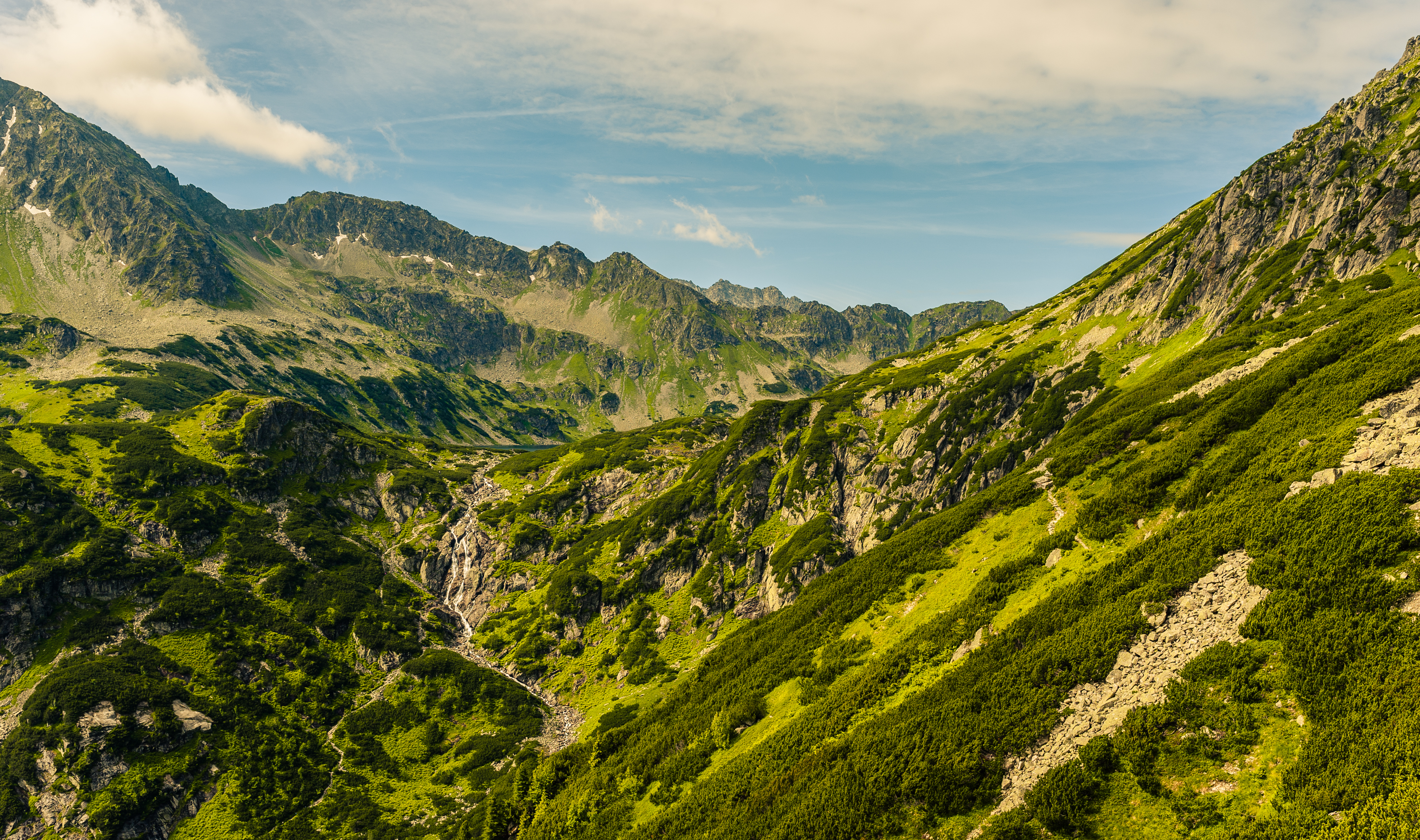
Panorama der Südwand des Tals. Zentral ist der Wasserfall Siklawa zu sehen, der aus dem Hängetal Dolina Pięciu Stawów Polskich.

Das Tal ist (ohne das lange Hängetal Dolina Pięciu Stawów Polskich) rund 5 km, mit dem Hängetal Dolina Pięciu Stawów Polskich ca. 8 km lang und von bis zu 2300 m hohen Bergen umgeben, u. a. dem Massiv des Wołoszyn im Norden sowie der Opalony Wierch und der Spiglasowy Wierch im Süden. Es hat eine Fläche von 7 km² bzw. mit dem Hängetal 14 km².  
Das Tal fällt von Südwesten nach Nordosten von ca. 1570 Höhenmetern auf 1020 Höhenmeter herab. Es wird von dem Gebirgsfluss Roztoka durchflossen, in den der Gebirgsbach Buczynowy Potok sowie verschiedene kleinere, teilweise nur zeitweise Wasser führende Gebirgsbäche aus den Couloirs münden. Im oberen Bereich des Tals befinden sich zwei Wasserfälle: Siklawa und Buczynowa Siklawa. Im unteren Bereich des Tals befindet sich der Wasserfall Wodogrzmoty Mickiewicza.
Im Tal gibt es drei kleine Höhlen Dziura nad Roztoką, Dziura nad Nową Roztoką und Gowoniowa Nyża.

## Etymologie
Der Name leitet sich von dem Namen des Flusses Roztoka ab, der durch das Tal fließt. Roztoki ist der Genitiv von Roztoka. 

## Flora und Fauna
Der Bereich unterhalb der Baumgrenze wird von einem alten Nadelwald bewachsen. Die Bäume hier sind teilweise bis zu 400 Jahre alt. An den Hängen wachsen Bergkiefern. Das Tal ist Rückzugsgebiet für Hirsche, Gämsen und Bären.

## Klima
Im Tal herrscht Hochgebirgsklima.

## Almwirtschaft
Vor der Errichtung des Tatra-Nationalparks im Jahr 1954 wurde das Tal für die Almwirtschaft genutzt. Danach wurden die Eigentümer der Almen enteignet bzw. zum Verkauf gezwungen. Ehemalige Almhütten befinden sich noch im Tal.

## Tourismus

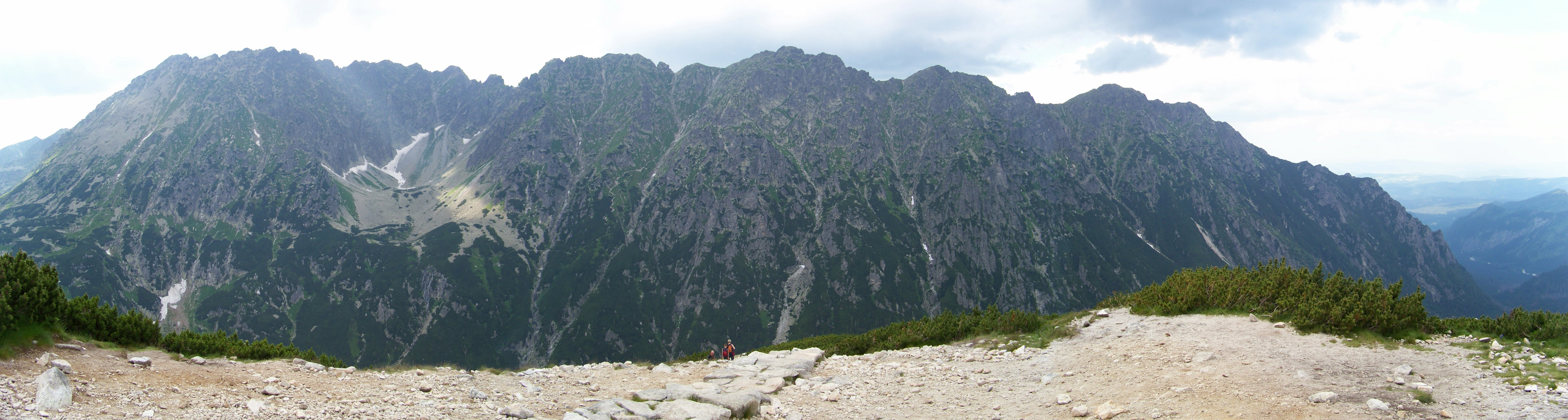
Panorama des Nordhangs des Tals von dem Bergpass Świstówka Roztocka. Im linken Bereich ist das Hängetal Dolina Buczynowa gut zu sehen.

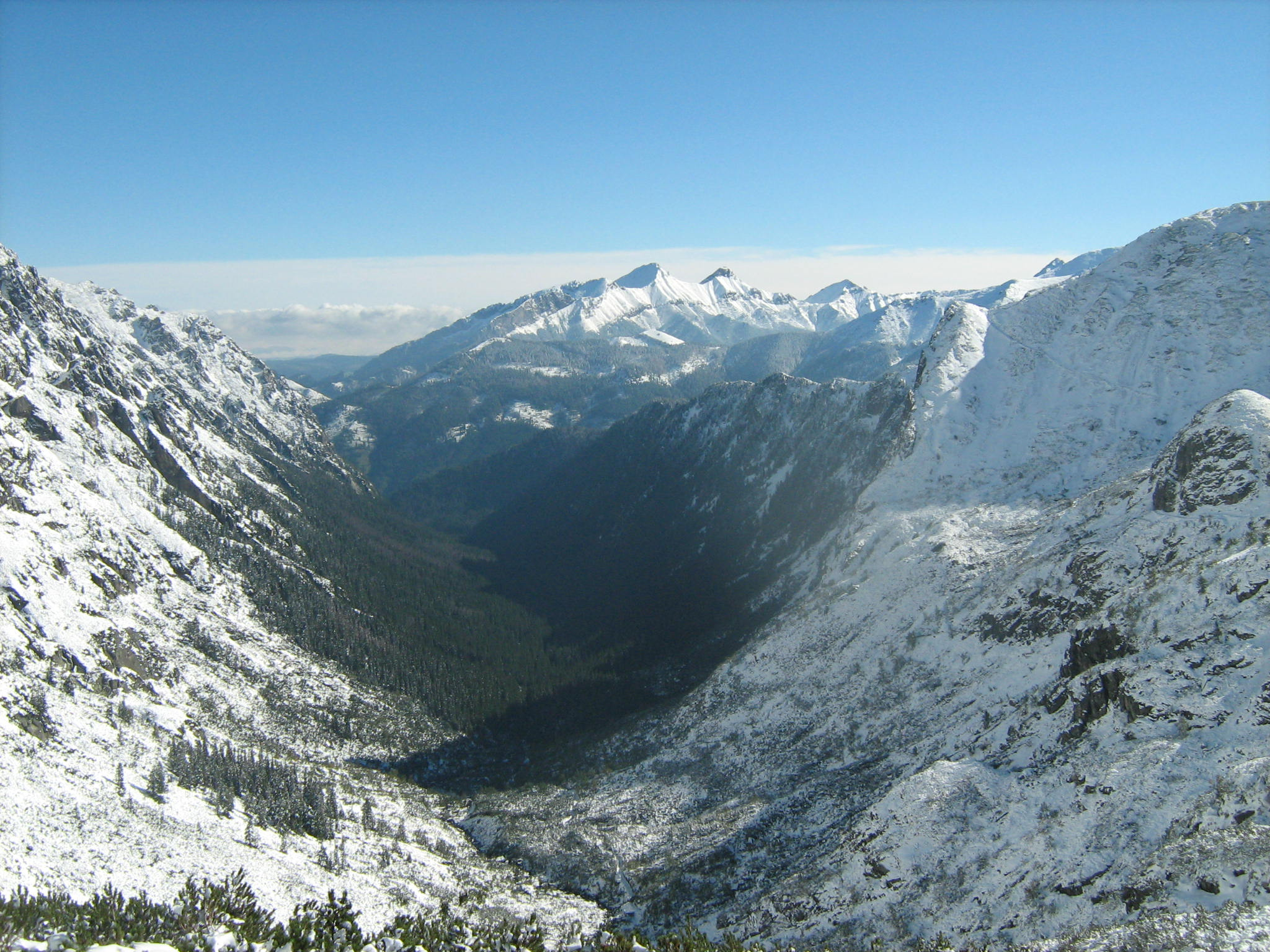
Winter im Tal

- ▬  Von der Schutzhütte Schronisko PTTK w Dolinie Roztoki führt ein grün markierter Wanderweg durch das Tal.
- ▬  Im oberen Bereich zweigt ein schwarz markierter Wanderweg zur Schutzhütte Schronisko PTTK w Dolinie Pięciu Stawów Polskich von diesem ab.
- ▬ Im oberen Bereich führt auf dem Nordwesthang ein gelb markierter Wanderweg auf den Bergpass Krzyżne.